# Francesco Bonatelli
Francesco Bonatelli (Iseo, 25 aprile 1830 – Padova, 13 maggio 1911) è stato un filosofo italiano.

## Biografia
Francesco Bonatelli nacque il 25 aprile 1830 ad Iseo (BS), da Filippo (n. 1789 – m. 1844), commissario distrettuale al servizio del governo austriaco, e da Elisabetta Bocchi.
Nel 1842, all'età di 12 anni, si trasferì a Chiari per compiere gli studi ginnasiali presso uno zio materno: il canonico Annibale Bocchi.
In questo periodo studiò con Carlo Varisco, che, in seguito, diverrà suo cognato. Il Varisco, infatti, sposò Giulia, sorella del Bonatelli e, dopo la morte di questa, convolò a seconde nozze con un'altra sorella del Bonatelli: Laura.
Dall'unione fra Carlo e Giulia nacque Bernardino Varisco, insigne filosofo anch'egli, e senatore del Regno d'Italia.
Terminato il ginnasio,  proseguì gli studi a Brescia, frequentando il locale liceo, ed iniziando precocemente l'attività didattica presso il Liceo Classico Arnaldo.
Nel frattempo si rese protagonista del grande fermento politico della sua epoca.
Troviamo conferma del suo fervente patriottismo in ciò che ne scrisse Michele Rosi nel “Dizionario del Risorgimento nazionale” del 1937:
«Venuti i tempi nuovi, ebbe incarico di istruire gli ufficiali della guardia nazionale; continuando nello stesso tempo nel proprio insegnamento, cercò di suscitare nell'animo dei giovani i più fervidi sentimenti patriottici. Per questo cadde in sospetto della polizia austriaca, alla quale sfuggì (…) in Svizzera».
Rientrato in patria, nel 1849, ottenne l'abilitazione all'insegnamento della filosofia, della matematica e della fisica, che alternò tra Milano, presso l'istituto ginnasiale “Sorre”, e Chiari.
La sua prima pubblicazione, di interesse psicologico, risale al 1852, ed ha titolo “Sulla sensazione”.
Nel 1853 si unì in matrimonio con Laura Formenti.
Nel medesimo anno, venne privato del posto di lavoro per motivi politici. Per riottenere l'ammissione all'insegnamento, dovette avvalersi dell'intercessione della nobildonna e benefattrice clarense, Ottavia Bettolini, col maresciallo Josef Radetzky.
In cambio di questa concessione,  avvenuta soltanto nel 1855, il governo austriaco gli impose di seguire un corso di studi superiori a Vienna, che abbandonò forzatamente soltanto qualche mese dopo, essendosi ammalato di tifo.
Fu durante questa breve esperienza che il Bonatelli venne in contatto coi maggiori esponenti della filosofia tedesca, da cui rimase profondamente influenzato.
Resta incerto se, nella capitale austriaca, conseguì o meno la laurea, come ipotizzato da alcuni autori (Giulio Alliney, “BONATELLI”, Brescia, La Scuola, 1947).
Nel 1858 insegnò presso il liceo di Mantova, dove rimase fino al Giugno '59, dopo lo scoppio della Seconda Guerra d'Indipendenza, quando quella città fu messa in stato d'assedio.
Le imprese guerresche del sovrano sabaudo, supportato da francesi e volontari garibaldini, vennero celebrate dal B. con la composizione di un carme: “Il servaggio e la liberazione”, scritto a Chiari il 13 agosto 1859, con dedica a Vittorio Emanuele II.
Successivamente, l'attività didattica del B. proseguì al liceo di Brescia (1859-60) ed al Carmine di Torino sino al 1861, anno in cui si trasferì a Bologna per insegnare filosofia teoretica, nonostante avesse appena vinto un concorso presso l'università di Genova che gli avrebbe permesso di ricoprire la stessa cattedra.
Nell'ateneo felsineo, il B. ebbe modo di conoscere Giosuè Carducci, che vi era professore di Letteratura Italiana.
Lo stretto legame fra i due cattedratici è testimoniato da una ventina di lettere, scritte fra il 1862 ed il 1881, conservate nell'archivio della Casa Carducci di Bologna.
Gli anni trascorsi a Bologna furono particolarmente proficui per l'elaborazione del pensiero filosofico del Bonatelli: nacque allora una delle sue opere principali, “Pensiero e conoscenza”, pubblicata nel 1864. 
Nel dicembre 1867, il B. passò alla cattedra di filosofia teoretica dell'università di Padova; impiego che manterrà fino alla morte.
Nell'ateneo lombardo ebbe diversi incarichi, fra cui quello di insegnare filosofia della storia (dal 1878 al 1910) e di tenere per qualche anno i corsi di antropologia, pedagogia e storia della filosofia. Divenne anche preside della facoltà di lettere e filosofia. 
A Padova scrisse la sua opera maggiore: “La coscienza e il meccanesimo interiore”, nel 1872.
La fama del B. iniziò negli anni '70, specialmente negli ambienti del “platonismo” legati a Terenzio Mamiani, ottenendo anche ruoli di alto prestigio al di fuori della propria attività didattica.
Fu membro del comitato di redazione del periodico “La filosofia delle scuole italiane”, fondato dal Mamiani nel ‘69; posizione che mantenne fino al 1874, quando rassegnò le proprie dimissioni in seguito alla pubblicazione di alcuni articoli del filosofo Giovanni Maria Bertini che, contenendo aspre critiche al cattolicesimo, urtavano con le sue solide convinzioni religiose. Nonostante ciò, il B. proseguì la propria collaborazione con la rivista, curandone la rubrica “Conversazioni filosofiche” dal 1870 al 1872.
Il 18 aprile 1880 fu nominato socio corrispondente nazionale dell'Accademia dei Lincei per la classe di Scienze morali, storiche e filologiche; mentre, il 5 febbraio 1882 divenne socio corrispondente della Reale Accademia delle Scienze di Torino, nella sezione di Scienze filosofiche.
Nell'ultimo decennio del secolo XIX pubblicò un altro saggio importante: “Percezione e pensiero”.
Bonatelli fu anche un brillante verseggiatore ed autore di alcune pregevoli opere letterarie, fra cui: il carme “In morte di Tommaso Grossi” (Milano, 1853), il poemetto “Alfredo” (Lodi, 1856), il carme precedentemente menzionato “Il servaggio e la liberazione” (Brescia, 1860) e numerose composizioni in lingua dialettale.
Il filosofo Giovanni Gentile ne lodò le doti letterarie, apprezzando la forma netta e quasi sempre precisa della sua espressione ed il linguaggio vivo ed immaginoso; affermando addirittura che gli scritti del Bonatelli potranno essere sempre cercati e letti con profitto. (G. Gentile, “La filosofia in Italia dopo il 1850”, su “La Critica. Rivista di Letteratura, Storia e Filosofia diretta da B. Croce” n. 5, p. 33, 1907).
Inoltre, non esitò ad esporre il proprio pensiero su tematiche politiche d'attualità. 
Ricordiamo, a proposito, due saggi sulla possibilità di allargamento del diritto di voto: “Intorno al fondamento naturale del diritto di voto” (Padova; Tip. Rendi, 1882) ed “Intorno al diritto elettorale” (Atti del Reale Istituto veneto di scienze, lettere ed arti; 1897).
Le sue pubblicazioni, comprese quelle di carattere filosofico, ammontano ad oltre 170 opere.
Con l'avanzare dell'età, si manifestò inevitabilmente qualche acciacco fisico, che egli accolse stoicamente, confortato da una fede sincera e tenace.
È significativo quanto scrisse al nipote Bernardino Varisco, in una lettera datata 25 Gen. 1906.
«Carissimo Dino,
l'aver io tardato a congratularmi teco della riuscita non deriva certo dall'essermene io poco rallegrato, bensì dal cumulo di noie, di pensieri, di tribolazioni che ora più che mai m'è piombato addosso e che quasi mi schiaccia. Non entro nei particolari, perché a cosa servirebbe?
[…] Basta, [sia] quello che Dio vuole!». (Massimo Ferrari, “Lettere a Bernardino Varisco (1867 - 1931)”, p. 77, La Nuova Italia, Firenze, 1982).
Malgrado ciò, il filosofo d'Iseo proseguì l'attività di docente ed accademico anche nei primi anni del '900, senza affatto abbandonare l'indagine speculativa, grazie ad una lucidità mentale che mai lo abbandonò, dedicando i suoi ultimi sforzi alla traduzione del primo volume dell'opera “Microcosmo” di Hermann Lotze, che sarà pubblicato postumo.
Morì il 13 maggio 1911, a Padova, all'età di 81 anni. Aveva insegnato fino a due giorni precedenti alla morte.
Le sue spoglie mortali riposano nel piccolo cimitero di Longiano (FC), dove furono traslate da Padova, negli anni '80 del secolo scorso, per volontà del nipote Gualtiero.

## Pensiero
Filosofo spiritualista, Pose al centro della sua speculazione l'uomo e ne difese la spiritualità contro il positivismo materialista. Sulla scia di Hermann Lotze valorizzò il sentimento e pose in esso la principale rivelazione dell'essere per mezzo del giudizio di valore.

## Opere
Fra le sue opere ricordiamo:
- Pensiero e conoscenza, Bologna, G. Monti, 1864.
- La coscienza e il meccanismo interiore. Studi psicologici, Padova, Minerva, 1872.
- Discussioni gnoseologiche e note critiche, Venezia, Antonelli, 1885.
- L'io e l'egoismo, Venezia, Tip. M. Fontana, 1886.
- Elementi di psicologia e logica, ad uso dei licei, Padova, Tip. F. Sacchetto, 1892.
- Percezione e pensiero, 3 voll., Venezia, Tip. Ferrari, 1892-1895. Comprende:

1. Percezione e pensiero, 1892;
2. La percezione interna, 1894;
3. Il pensiero, 1895.
- Intorno alla conoscibilità dell'io, Venezia, Officine grafiche di C. Ferrari, 1902.
- Studi d'epistemologia, Venezia, C. Ferrari, 1905.
- Sentire e conoscere,  Prato, Tip. Collini, 1909.